# Bahnhof Einbeck-Salzderhelden
Der Bahnhof Einbeck-Salzderhelden ist ein Bahnhof in der Stadt Einbeck. Er liegt im Einbecker Stadtteil Salzderhelden.

## Geschichte
Am 31. Juli 1854 wurde der Streckenabschnitt von Alfeld über Kreiensen und Northeim nach Göttingen der alten Nord-Süd-Strecke an das Eisenbahnnetz angeschlossen. Der Bahnhof der damals selbstständigen Gemeinde Salzderhelden wurde jedoch erst einen Tag später, am 1. August 1854, eingeweiht. Das Bahnhofsgebäude mit Heimatstube wurde nach den Plänen von Conrad Wilhelm Hase erbaut.
Am 10. September 1879 wurde die Strecke von Salzderhelden nach Einbeck (heute: Einbeck Mitte) in Betrieb genommen. Damit wurde der Bahnhof Salzderhelden zu einem Abzweigbahnhof.
Von der Deutschen Bundesbahn wurden 1954 die gesamten Verkehrsleistungen auf der Strecke Salzderhelden–Einbeck von der Ilmebahn übernommen, ehe 1975 der Schienenpersonennahverkehr (SPNV) eingestellt wurde. Seitdem verkehrt zwischen Salzderhelden und Einbeck die Buslinie 230.
Am 1. März 1974 wurde der Flecken Salzderhelden in die Stadt Einbeck eingegliedert.
Der Bahnhof wurde 1978 in Einbeck umbenannt, der bisherige Bahnhof Einbeck in Einbeck Mitte.
Bis 2002 bestand die Trasse der Ilmebahn noch bis nach Dassel und wurde danach sukzessive bis Juliusmühle zurückgebaut. Noch im gleichen Jahr ging die Strecke Einbeck-Salzderhelden – Einbeck Mitte von DB Netz in den Besitz der Ilmebahn GmbH über.
Seit 1994 trägt der Bahnhof den Namen Einbeck-Salzderhelden.

## Verkehr

### Bahnverkehr
Salzderhelden liegt an der Hannöverschen Südbahn und wird etwa im Stundentakt durch die seit Dezember 2005 von der metronom Eisenbahngesellschaft mbH betriebene Regional-Express-Linie RE 2 u. a. mit Göttingen, Kreiensen und Hannover verbunden.

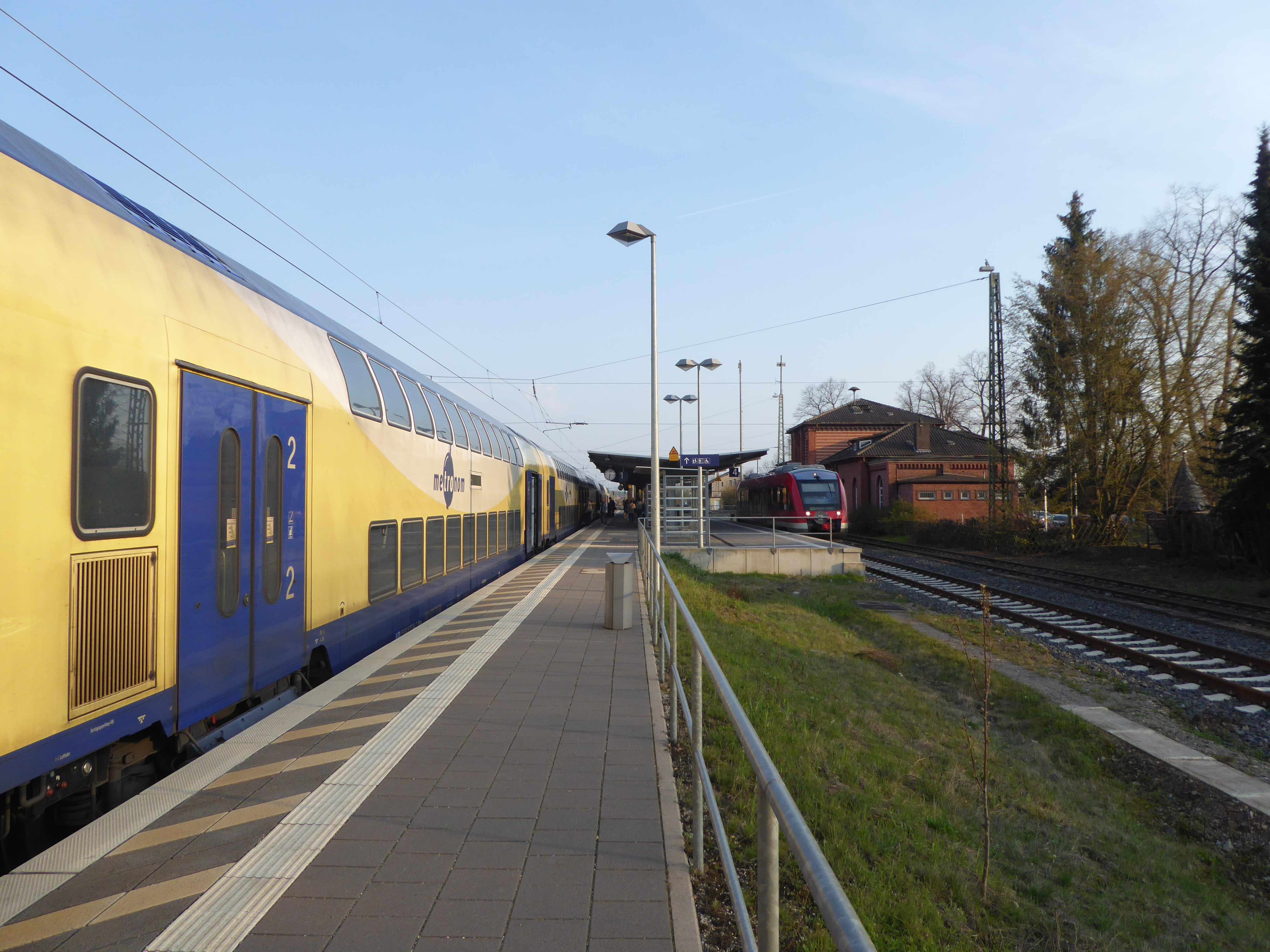
Ein Triebwagen nach Einbeck Mitte wartet in Salzderhelden auf Umsteiger aus dem Metronom.

Die Bahnstrecke nach Einbeck wurde zwischen 1984 und 2018 nicht regulär mit Reisezügen bedient, sondern nur gelegentlich mit Sonderzügen und diente vorrangig dem Güterverkehr. Zum Fahrplanwechsel 2018/2019 im Dezember 2018 erfolgte die Wiederaufnahme des regulären Personenverkehrs zwischen Einbeck Mitte und Einbeck-Salzderhelden. Es wird ein Stundentakt angeboten, einige Züge fahren von und nach Göttingen und von und nach Einbeck BBS/PS-Speicher.

### Busverkehr
Im Zuge der SPNV-Reaktivierung zwischen Einbeck Mitte und Einbeck-Salzderhelden wurde die Buslinie 230, von einigen Ausnahmen abgesehen, auf den Abschnitt Salzderhelden – Northeim gekürzt.
Sämtliche Bus- und Bahnlinien im Raum Einbeck gehören zum Verkehrsverbund Süd-Niedersachsen (VSN).

### Verbindungen
| Linie                    | Strecke                                                                                          | Takt (min) | EVU           |
| ------------------------ | ------------------------------------------------------------------------------------------------ | ---------- | ------------- |
| RE 2                     | (Uelzen – Celle –) Hannover Hbf – Kreiensen – Einbeck-Salzderhelden – Northeim (Han) – Göttingen | 60         | metronom      |
| RB82                     | Bad Harzburg – Goslar – Seesen – Kreiensen – Einbeck-Salzderhelden – Northeim (Han) – Göttingen  | 120        | DB Regio Nord |
| RB86                     | (Göttingen –) Einbeck-Salzderhelden – Einbeck Mitte (– Einbeck BBS/PS-Speicher)                  | 60         | DB Regio Nord |
| Stand: 11. Dezember 2022 |                                                                                                  |            |               |